# Orlin Starokin
Orlin Ognjanov Starokin (in bulgaro Орлин Огнянов Старокин?; Sofia, 8 gennaio 1987) è un calciatore bulgaro, centrocampista del Kostenec.

## Carriera
Ha giocato nella massima serie dei campionati bulgaro, kazako, rumeno e cipriota.